# 3873 Roddy
3873 Roddy (1984 WB) là một tiểu hành tinh bay qua Sao Hỏa được phát hiện ngày 21 tháng 11 năm 1984 bởi C. Shoemaker ở Palomar.